# Entarteter Halbleiter
Ein entarteter Halbleiter ist ein Halbleiter, der so stark dotiert (oder verunreinigt) ist, dass er so gut elektrisch leitet wie Metalle. Durch die Fremdatome rückt das Fermi-Niveau an das Leitungsband heran oder liegt darin, die Bandlücke wird sehr klein oder verschwindet (englisch band-gap narrowing oder gap-shift). Erklären lässt sich der Effekt über die Abschirmung des Gitterpotentials durch die zusätzlich eingebrachten, freien Ladungsträger. Die Besetzungwahrscheinlichkeiten im Leitungs- und Valenzband lassen sich nicht mehr mit der Boltzmann-Statistik beschreiben.
Beim entarteten Halbleiter liegt das Fermi-Niveau nicht innerhalb des verbotenen Bandes, sondern im Leitungsband (n-Halbleiter) oder innerhalb des Valenzbandes (p-Halbleiter). Dies tritt auf bei extrem hoher Dotierung (größer 1019 pro cm3). Beim Kontakt eines Metalls mit einem entarteten n-Halbeiter hat die Schottkybarriere eine so geringe Ausdehnung, dass sie in beiden Richtungen durchtunnelt werden kann. Es liegt dann ein ohmscher Kontakt vor.
Silicium und Germanium waren vor 1940 (bei Silicium vor Kenntnis des Zonenschmelzverfahrens) nicht sehr rein verfügbar, weshalb sie aufgrund dieses Umstands historisch als Metalle eingestuft wurden.